# Kommunala Rättspartiet Tyresö
Kommunala rättvisepartiet Tyresö (KRT) var ett lokalt politiskt parti som var registrerat för val till kommunfullmäktige i Tyresö kommun. Partiet bildades inför kommunalvalet 1985 och var representerat i Tyresö kommun 1985–2002. Partiet ställde inte upp i kommunalvalet 2006.

## Valresultat
| År   | Röster | Procent | Mandat |
| ---- | ------ | ------- | ------ |
| 1985 | –      | –       | 3 / 51 |
| 1988 | –      | –       | 2 / 51 |
| 1991 | –      | –       | 2 / 51 |
| 1994 | –      | –       | 2 / 51 |
| 1998 | 636    | 3,47    | 1 / 51 |
| 2002 | 367    | 1,5     | 0 / 51 |